# Darantasia xenodora
Darantasia xenodora är en fjärilsart som beskrevs av Edward Meyrick 1886. Darantasia xenodora ingår i släktet Darantasia och familjen björnspinnare. Inga underarter finns listade i Catalogue of Life.